# Indane
L'indane est un hydrocarbure bicyclique et aromatique de formule brute C9H10. Il est constitué d'un cycle benzénique accolé à un cyclopentane. Il est commun dans les goudrons pétrochimiques. 
L'indane peut être produit à partir de l'indène par hydrogénation dans l'éthanol en présence de catalyseurs au platine ou par réduction avec du sodium métallique.

## Dérivés
Les dérivés de l'indane sont, par exemple, le 1-méthyl-indane et le 2-méthyl-indane pour lesquels le groupe méthyle est attaché au cycle à 5, les 4-méthyl-indane et 5-méthyl-indane pour lesquels le méthyle est sur le cycle benzénique et divers diméthyl-indanes ainsi que d'autres dérivés qui ont des propriétés comme antibiotique, médicament pour le cœur, insecticide et pour les parfums (musc) comme l'indane-1,3-dione, la ninhydrine et le chlordane. 
L'indane peut aussi être converti dans un réacteur catalytique en d'autres composés aromatiques comme le xylène.